# Bryodelphax ortholineatus
Bryodelphax ortholineatus är en djurart som tillhör fylumet trögkrypare, och som först beskrevs av Bartos 1963.  Bryodelphax ortholineatus ingår i släktet Bryodelphax och familjen Echiniscidae. Inga underarter finns listade i Catalogue of Life.